# Сорлиней
Сорлиней (эрз. Серлиней) — село в Чамзинском районе Мордовии, в составе Медаевского сельского поселения.

## География
Расположено на реке Штырма в 17 км к востоку от Чамзинки. Высота над уровнем моря — 266 м.
Вблизи южной окраины села проходит автодорога Р178 (Саранск — Ульяновск).

## Название
По мнению финно-угроведа, профессора Дмитрий Васильевича Цыганкина название села состоит из двух слов: эрз. сор ~ сур — (рус. «приток») + эрз. лей — (рус. «река»).

## История
На 1780 год село Суралеи, помещичьих крестьян, при речке Штырме, — в Ардатовском уезде Симбирского наместничества.
В 1856 году помещиком Жилиным был построен каменный храм. Престолов в нем два: главный (холодный) во имя св. прор. Божия Ильи и в приделе (теплый) во имя Святителя и Чудотворца Николая.
На 1859 год село Сорнелеи (Сурвлеи) во 2-м стане Ардатовском уезде Симбирская губерния.

## Население
| 2002 | 2010 |
| ---- | ---- |
| 94   | ↘70  |

## Галерея

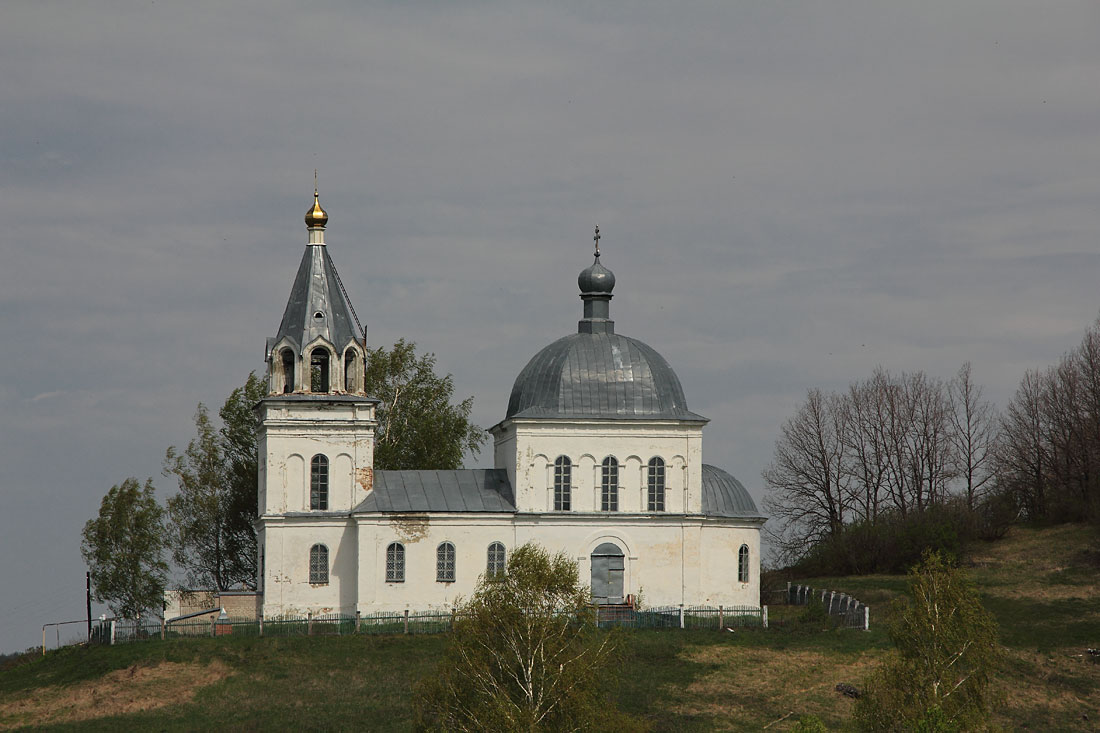
Вид с дороги на храм.
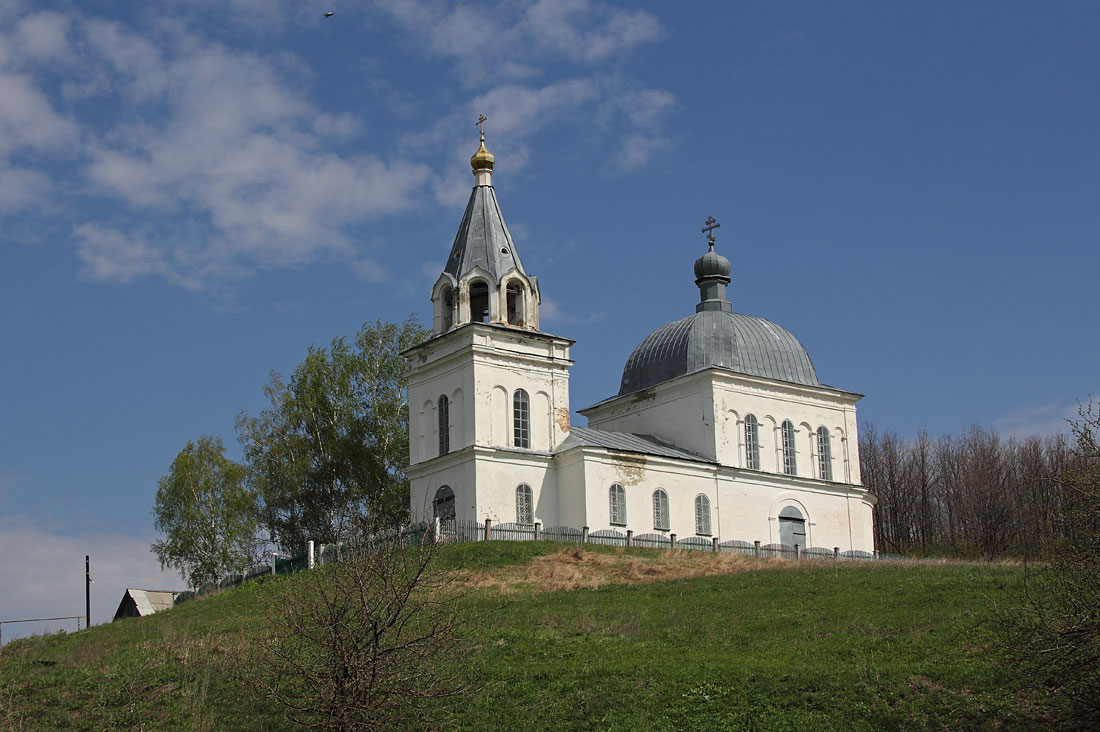
Старинный храм в Сорлинее.
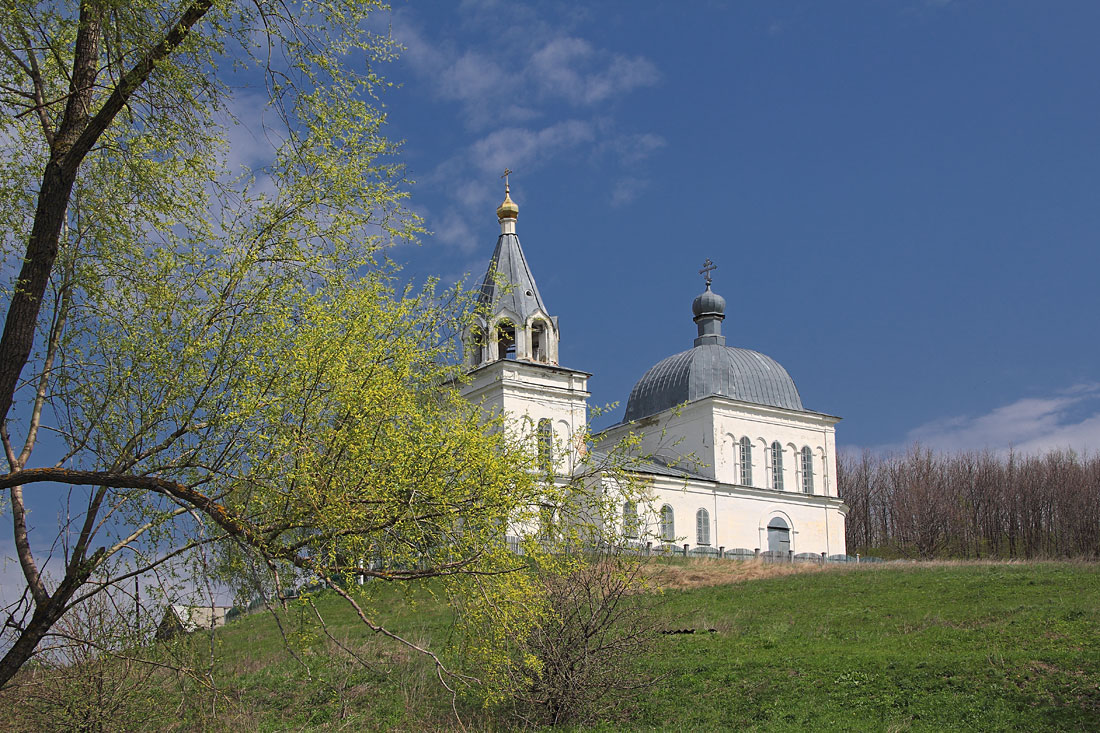
Майский день у храма.